# 통합항공기제작사
PJSC 통합항공기제작사(United Aircraft Corporation, UAC)(Объединённая авиастроительная корпорация)는 러시아의 항공우주 제조업과 군수산업을 담당하고 있는 회사이다. 대부분의 주식은 러시아 정부가 소유하고 있으며, 러시아의 군용기, 민간기, 수송기, 그리고 무인기의 제조, 계획, 판매와 관련된 러시아 국영 및 사기업을 통합하여 만들었다. UAC의 본사는 모스크바 중앙구 크라스노셀스키에 위치하고 있다. 회사의 자산 대부분은 러시아의 여러 지역에 있으며, 이탈리아, 인도, 중화인민공화국과 같은 외국 파트너와의 합동사업도 추진 중이다.

## 역사

### 이전 기업
1991년 소련의 갑작스러운 붕괴 이후, 러시아의 항공우주산업은 황폐해졌다. 과도한 수입과 보호무역에 대한 관세는 러시아의 항공우주산업과 자동차 산업을 비롯한 제조업의 기반을 무너뜨렸다. 러시아의 군용기 산업은 소련 시기에 만들어진 부품들과 구성품 재고들로부터 이익을 창출함으로써 수출의 가능성을 증대하여 소생할 수 있었지만, 민간기 산업은 적자를 냈고, 생산 역시 감소했다. 예를 들어 1990년 러시아는 715대의 항공기를 생산했다. 8년 후에 러시아에서 생산된 항공기는 56대뿐이었다. 2000년에는 오직 4대의 민간기만 생산되었다. 이러한 문제를 해결하기 위헤, 당시 러시아의 대통령이었던 보리스 옐친은 통합이 필요하다는 것을 깨닫고 모스크바 항공기 생산협회를 창립하였다. 이 회사에는 미그 같은 회사를 포함하고 있었으나, 합병은 성공적이지 않았고, 모스크바 항공기 생산협회는 이후 수호이에 합병되었다.

### 2000년대
통합항공기제작사는 2006년 2월 20일 러시아 대통령 블라디미르 푸틴이 대통령 포고령 140호를 발표하면서 창립되었다. 이 포고령은 생산을 최적화하고 손실을 최소화하기 위해 일류신, 이르쿠트, 미그, 수호이, 투폴레프, 야코블레프의 자산을 통합하여 OJSC 통합항공기제작사라는 주식회사를 만든다는 내용을 담고 있었다. 통합항공기제작사는 회사가 러시아 항공기 산업과 국가의 안보 및 방어, 그리고 장기적인 항공 산업 계획을 실행하기 위한 지식, 산업, 재정적 자원들의 결집을 보호하고 육성하기 위해 창립되었음을 언급했다. 창사 이후 통합항공기제작사는 일류신, 미코얀, 야코블레프, 수호이, 투폴레프가 만들어왔던 군용기들을 다시 제작했으며, 새로이 투폴레프 Tu-154, 투폴레프 Tu-204, 일류신 Il-86, 일류신 Il-96, 일류신 Il-114와 같은 항공기들을 생산하기 시작했다.

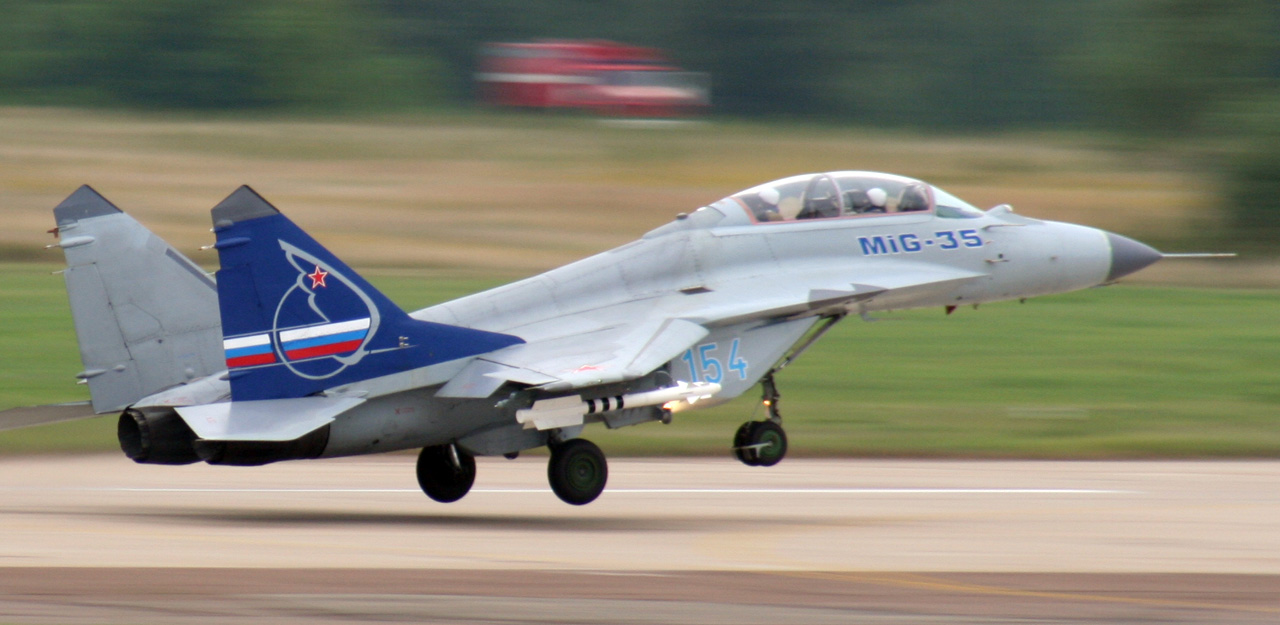
미코얀 MiG-35는 미그가 UAC에 통합된 이래 UAC 지부에서 처음으로 개발된 항공기이자 군용기이다.

2007년 2월, UAC는 UAC 지부에서 계획하고 수출한 첫 항공기이자 군용기이며, 미그가 개발한 4세대 전투기인 미코얀 MiG-35를 발표했다. MiG-35는 공식적으로 2007년 방갈로르에서 열린 에어로 인디아의 에어쇼에 참가했으며, 러시아 국방부 장관 세르게이 이바노프가 루코비츠키 기계생산공장을 방문했을 때 공식적으로 공개되었다. MiG-35는 MRCA 입찰에서 주요 후보 중 하나였으나, 결국 2011년 4월 경쟁에서 탈락하고 말았다. MiG-35는 2019년 러시아 공군이 채택하여 도입을 시작했다.

### 2010년~2020년

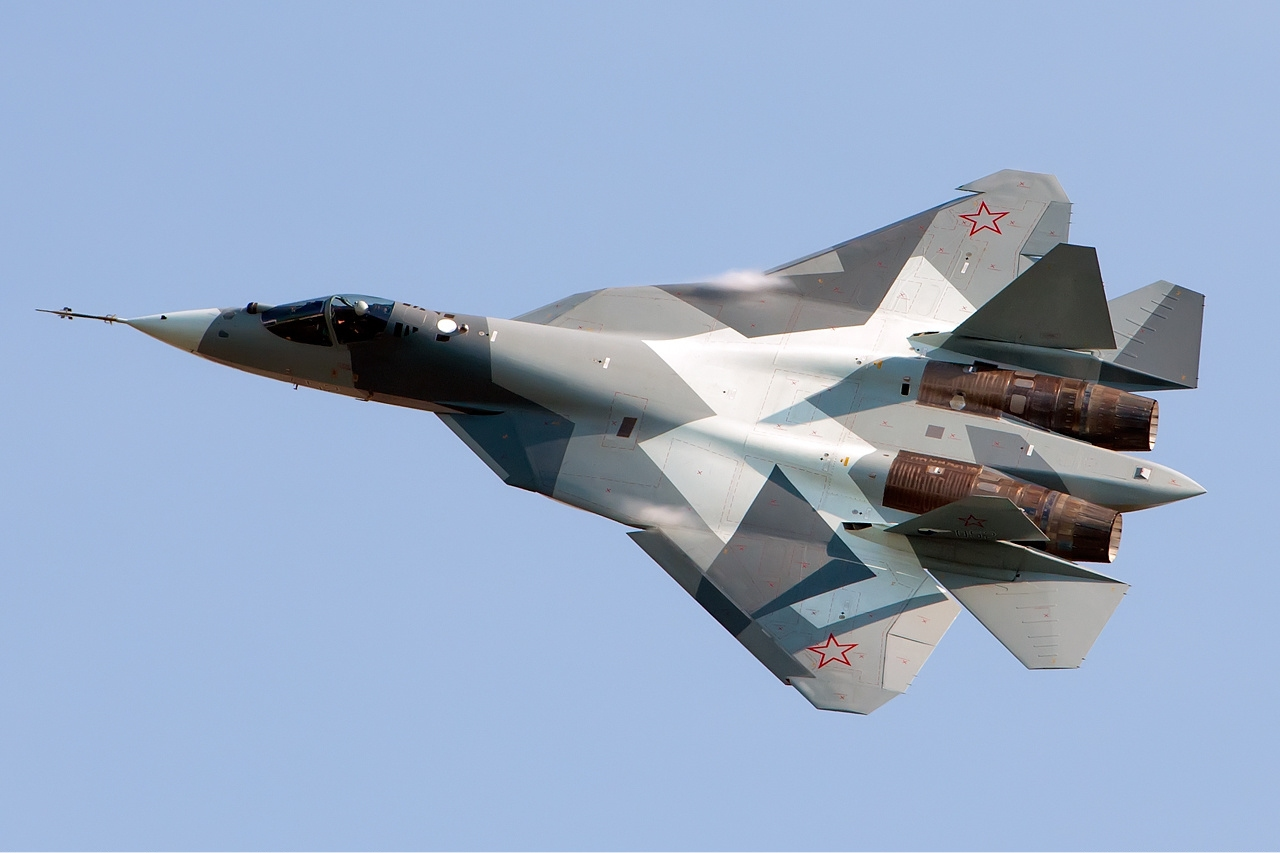
수호이 Su-57은 러시아 최초의 5세대 전투기이며, UAC의 계열사인 수호이에서 개발되었다.

2010년 1월 29일, 수호이와 UAC는 러시아 최초의 5세대 전투기인 수호이 PAK FA (T-50)를 공개했다. PAK FA는 제공권 및 근접항공지원 역할을 위해 설계된 스텔스, 1인승, 쌍발 제트기, 다목적 전투기이다. PAK FA는 러시아 최초로 스텔스 기술을 사용하는 항공기이기도 하다. PAK FA는 미코얀 MiG-29와 수호이 Su-27을 대체하도록 설계되었으며, 2019년 러시아 공군에 도입될 예정이다. 또한 MTAL 합작투자 하에 수호이와 힌두스탄 항공 (HAL)은 PAK FA의 변형인 수호이/HAL FGFA를 공동 개발할 예정이며, 이는 현재 인도 공군을 위해 설계될 전망 다목적 전투기(PMF)로 알려져 있다. 2017년 8월 11일, 러시아 공군은 수호이 PAK FA를 수호이 Su-57로 명명했다.

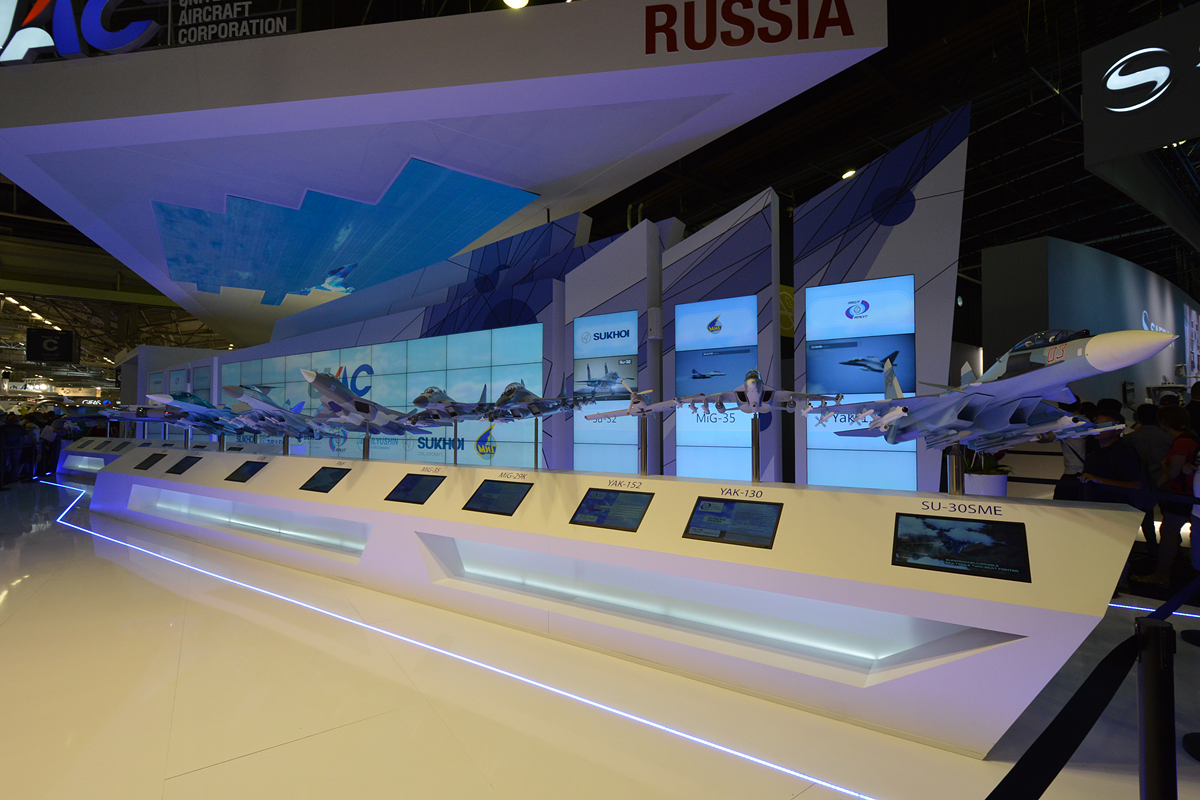
UAC의 군용기 모델 라인업, 2017년.

2010년 10월 27일, UAC와 우크라이나의 국유기업 코퍼레이션 안토노프는 우크라이나의 수도 키이우에서 합작투자 계약인 LLC UAC - 안토노프를 체결했다. Defense-Aerospace에 따르면, 이 합작투자의 목적은 안토노프와 UAC 간의 부품 구매, 생산, 마케팅 및 판매, 그리고 안토노프 항공기의 새로운 변형 서비스 및 공동 제작에 대한 조율이었다.
2013년, 러시아 국방부 소속 항공기 수리 공장 9곳이 UAC 소유로 이전되었다. 그 결과, 2014년 러시아 공군의 정비율은 40%에서 65%로 증가했다.
2014년 러시아의 우크라이나 침공으로 인해 러시아에 대한 국제 제재가 발동되었으며, UAC는 러시아의 항공우주 및 군수산업의 일부였으므로 유럽 연합의 제재도 받았다.
그러나 2014년 제재에는 수호이 슈퍼제트 100과 같은 UAC의 민간 여객기 산업은 포함되지 않아, 서방 국가로의 리저널 제트 수출 및 슈퍼제트 인터내셔널의 경제 활동에는 영향을 미치지 않을 것으로 예상되었다.
2015년 4월, 회사는 전체 명칭을 "PJSC 통합항공기제작사"(UAC)로 변경했다. 2011년에서 2015년까지 5년 동안 UAC 계열사는 러시아 국방부에 200대 이상의 항공기를 인도했다.
2015년 9월 28일, 우크라이나 정부의 결의에 따라 국유기업 안토노프는 러시아와 우크라이나 기업 간의 합작투자였던 LLC UAC - 안토노프에서 탈퇴했다.

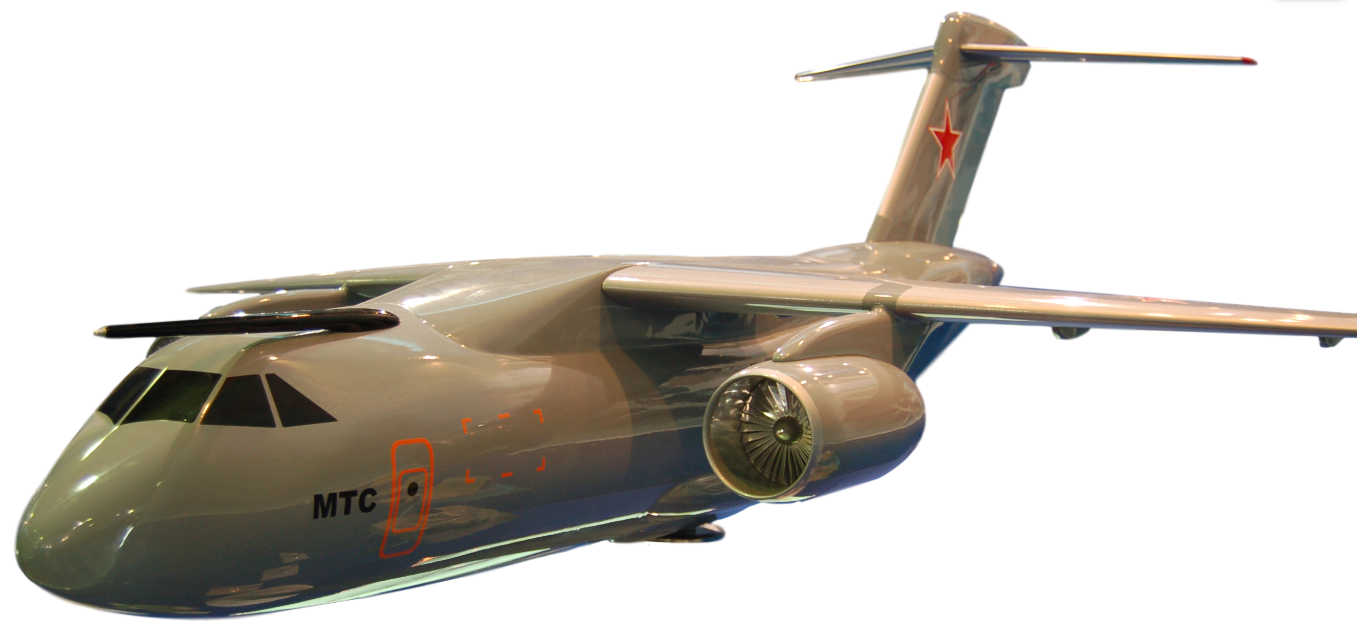
일류신 Il-276 모델. 일류신과 인도의 힌두스탄 항공 사이에서 항공기 작업에 대한 불화가 발생하여 HAL은 프로젝트에서 사임했다. 이 항공기는 나중에 Il-276으로 이름이 변경되었다.

2016년 1월 13일, 인도의 힌두스탄 항공 (HAL)은 일류신 Il-214 MTA 프로젝트 참여를 중단하고, 일류신이 단독으로 프로젝트를 진행해야 한다고 발표했다. 이 프로젝트는 더 이상 다목적 수송 항공기 합작투자에 속하지 않기 때문에 "일류신 Il-214"(MTA 제외)로 재지정되었다.

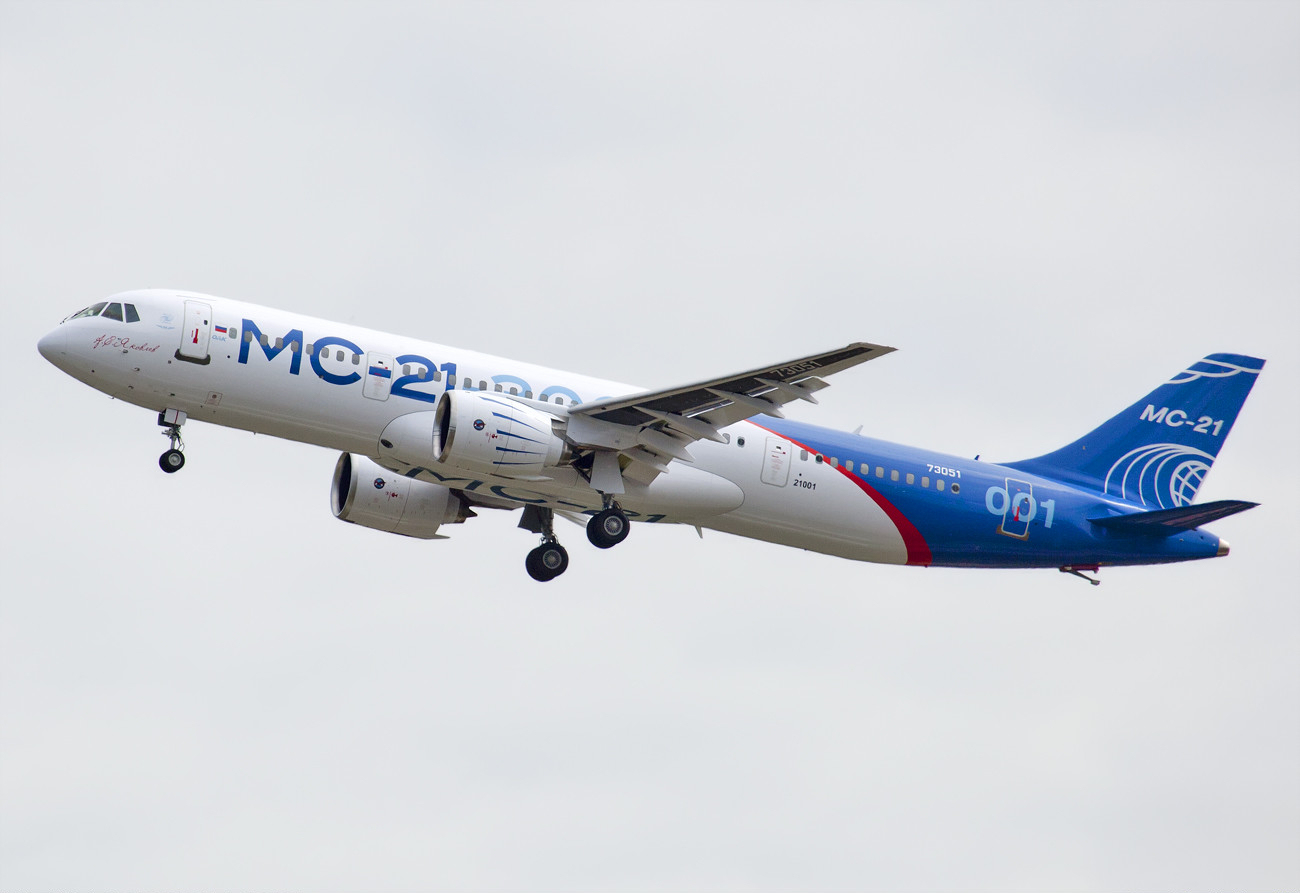
UAC 브랜드로 개발된 최초의 중거리 제트 여객기인 이르쿠트 MC-21의 2017년 5월 28일 처녀 비행.

2016년 6월 8일, UAC는 이르쿠츠크에서 첫 중거리 제트 여객기인 이르쿠트 MC-21을 공식적으로 공개했다. 이 항공기는 날개에 오토클레이브 외부 복합재 제조를 적용한 최초의 항공기가 될 수 있었다. MC-21의 목표는 투폴레프 Tu-154, 투폴레프 Tu-134, 투폴레프 Tu-204, 야코블레프 Yak-42를 대체하고, 에어버스 A320neo 패밀리 및 보잉 737 MAX와 경쟁하는 것이었다. 보잉과 에어버스가 여객기 시장을 지배하고 있으며, 러시아의 보호무역 정책으로 인해 서방 기업들이 이 프로그램의 공급업체가 되는 것을 막고 있음에도 불구하고, MC-21은 2017년 5월 28일 처녀 비행을 성공적으로 마쳤고, 2대의 시제품이 제작되었으며 4대가 추가로 조립 중이다. 2017년 7월까지 총 205건의 주문을 확보했으며, 2019년 아에로플로트를 통해 도입될 예정이었다.

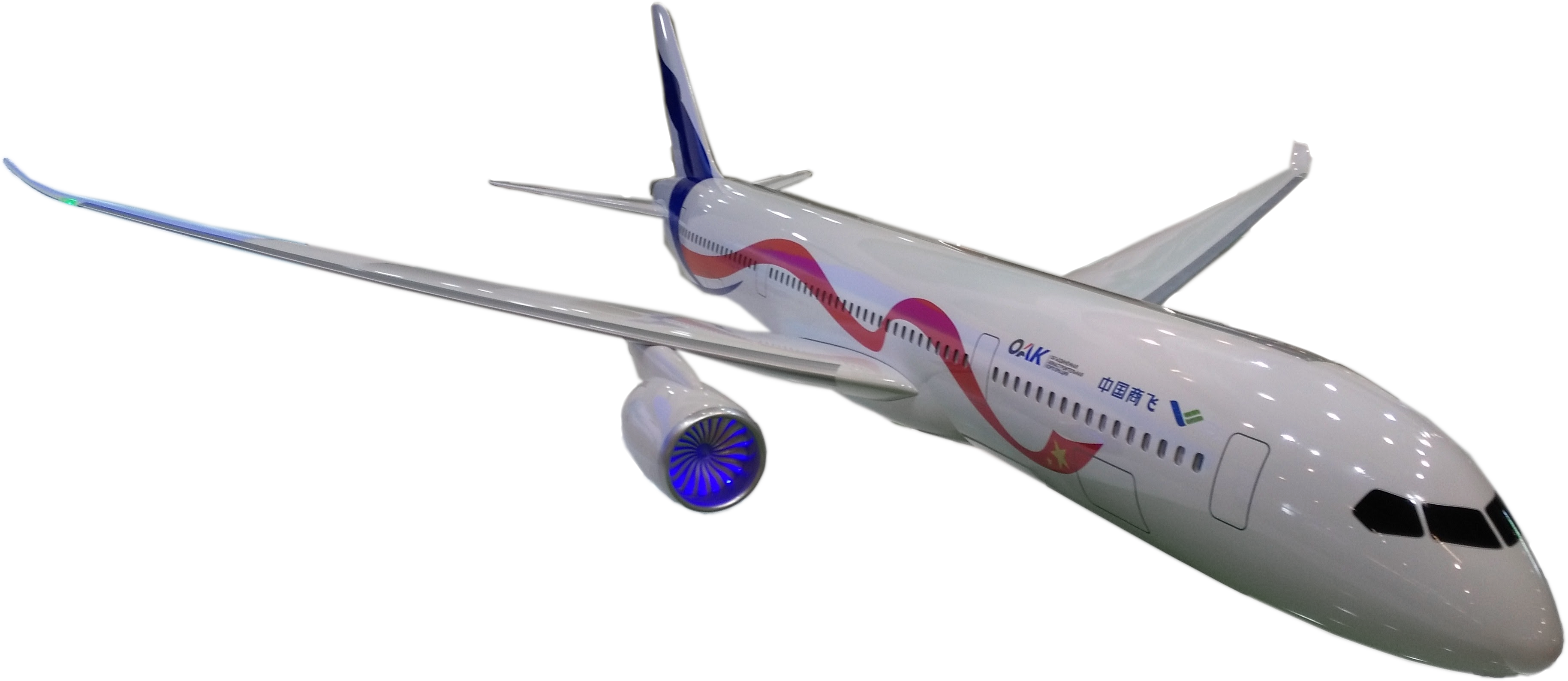
UAC와 중국상용항공공사가 합작투자 협약을 통해 에어버스-보잉 복점을 깨기 위해 설계한 여객기 CRAIC CR929의 모델.

2016년 6월 25일, UAC와 중화인민공화국 국영 항공기 코퍼레이션 중국상용항공공사는 상업용 항공기를 개발하기 위해 상하이시에 본사를 둔 중국-러시아 국제 항공(CRAIC)를 설립하는 합작투자 계약을 체결했다. UAC에 따르면 CRAIC은 제품 및 기술 개발, 제조, 마케팅, 판매 및 고객 서비스, 컨설팅, 프로그램 관리 및 기타 관련 분야를 담당한다. 2017년까지 양사는 합작투자를 통해 새로운 세대의 장거리 광폭동체 상업용 항공기를 개발하고 그 운영을 책임지고 있었다. 이 항공기는 CRAIC CR929로 명명되었으며, 이전에는 C929였고, 에어버스 A330neo 및 보잉 787 드림라이너와 경쟁하여 에어버스-보잉 복점에 도전할 의도였다.
2017년 9월 1일, UAC 이사회와 UAC의 자회사인 수호이 민간 항공기 및 이르쿠트 코퍼레이션은 민간 산업인 이르쿠트 코퍼레이션과 수호이 민간 항공기를 이르쿠트 코퍼레이션을 기반으로 한 민간 항공 부서 (사업)로 통합하기로 합의했다. 이는 수호이가 UAC가 생산하는 모든 민간 항공기의 재정 주체가 되도록 의도되었다. UAC에 따르면, 기업 구조 조정은 2035년까지 포트폴리오에서 민간 제품의 비중을 45%로 늘리고, 연간 민간 항공기 생산량을 연간 100~120대로 늘리며, 지원 프로세스를 중앙 집중화하고 관리 수준을 줄여 UAC의 경제적 효율성을 높이고 비용을 절감하려는 UAC의 전략적 목표를 실현하기 위한 것이었다. 이러한 변화는 러시아 민간 항공기를 개발, 제조 및 마케팅하는 데 자원을 집중하고, 이러한 분야의 일관성을 보장하며, 인증 및 허가 절차를 간소화하기 위한 것이었다.
2018년 7월 9일, UAC는 2025년까지 전 세계 여객기 시장 점유율의 4.5%를 달성하고 수익성을 확보하며, 민간 항공기 사업을 수입의 17%에서 40%로 성장시키고, 2035년 이전에 민간 투자를 유치하는 것을 목표로 했다.
2018년 10월 25일, 통합항공기제작사는 러시아 복합기업 국유기업 로스텍에 10억 러시아 루블 (미화 1,500만 달러) 이상의 비용으로 러시아 연방 국유재산 관리청으로부터 인수되었다. 이로 인해 모든 러시아 국영 항공 자산이 로스텍의 손에 들어가게 되었는데, 로스텍은 또한 헬리콥터 독점 기업인 러시안 헬리콥터스와 엔진 독점 기업인 통합 엔진 코퍼레이션을 소유하고 있다. 로스텍은 이르쿠트 MC-21에 최대 400억 러시아 루블을 투자할 의향이 있으며, 이는 연방 예산의 부담을 덜어줄 것이라고 밝혔다. 구조 조정은 18개월 이내에 완료될 예정이었다.

### 2020년–현재
2021년 11월 30일, UAC 이사회는 2022년에 예정된 군용기 제조업체 미그와 수호이를 코퍼레이션에 병합하는 것을 승인했다. 이 두 기업의 일상적인 관리는 이미 UAC가 담당하고 있다. 2022년 1월, UAC 주주들은 병합을 승인했다. 2022년 현재 UAC는 로스텍이 88%를 소유하고 있다.
2022년 3월 22일, 2022년 러시아의 우크라이나 침공으로 인해 러시아 항공 산업이 이미 비용을 지불한 수입 부품을 받지 못하고 있다는 사실이 지적되었다.
이 회사와 사장 (경영) 유리 슬류사르는 2022년 2월 24일 영국 정부에 의해 제재를 받았는데, 이는 2022년 러시아의 우크라이나 침공을 도왔다고 판단되었기 때문이다. 2022년 5월 미국 재무부는 행정명령 14024에 따라 러시아 연방정부의 일원인 슬류사르에게 제재를 가했다.
이 복합기업은 2022년 6월 미그와 수호이의 합병 절차를 완료했다. 관련 기록은 6월 1일 미국 법인 등록부에 변경되었다.
UAC는 2023년 12월 말에 그해의 국가 국방 주문을 성공적으로 수행했다고 밝혔다.

## 같이 보기
- 러시안 헬리콥터스